# Eupener Zeitung
Die Eupener Zeitung war eine Zeitung im zuerst preußischen und später ostbelgischen Kreis Eupen und existierte von 1827 bis September 1944. Nach eigenen Angaben war sie die älteste in Belgien erschienene deutschsprachige Tageszeitung.
Nachdem im Versailler Vertrag der Kreis Eupen an Belgien fiel, vertrat die Zeitung einen gegen Belgien gerichteten Kurs. Nach dem Zweiten Weltkrieg erschien eine neue Zeitung unter dem gleichen Namen.

## Vorgeschichte
Nach dem Wiener Kongress im Jahr 1815 wurden die habsburgischen Niederlande mit den nördlichen Niederlanden zusammengeführt. Aufgrund einer teilweise ähnlichen Geschichte hielt man dies für eine gute Lösung. Der Regent Wilhelm I. regierte das Königreich der Vereinigten Niederlande als „aufgeklärter Despot“. Wilhelm I. sorgte mit einigen Maßnahmen im Süden des Reiches für Antipathie. So waren seine Religions- und Bildungspolitik sehr umstritten, da sich die Katholiken benachteiligt fühlten und der König die niederländische Sprache im Süden des heutigen Belgien durchzusetzen versuchte. Die politisch organisierten Katholiken und die Liberalen des Landes forderten gemeinsam Reformen, was Wilhelm I. jedoch grundsätzlich ablehnte.
1830 kam es zur belgischen Revolution.

## Geschichte
Die Zeitung wurde am 12. Januar 1827 unter dem Namen Korrespondenzblatt des Kreises Eupen aufgrund eines Vorschlags des Landrats Bernhard von Scheibler gegründet.  Herausgeber war Gustav Tilgenkamp, dessen Familie die Zeitung bis zur Einstellung im Besitz hatte. Da die Zeitung keine Redaktion hatte, wurden nur eingesandte Texte und Verlautbarungen der Regierung veröffentlicht.
Während des Ersten Weltkriegs standen deutsche Truppen in Ostbelgien; sie gingen hart gegen tatsächliche oder vermeintliche Rebellen vor.
Als Ostbelgien oder „belgische Ostkantone“ (in den 1920er Jahren war der Ausdruck Neubelgien gebräuchlich) werden die Gebiete im Osten Belgiens bezeichnet, die 1920 vom Deutschen Reich durch den Versailler Vertrag abgetrennt wurden und deren großteils deutschsprachige Bevölkerung damit zu belgischen Staatsbürgern wurde.
Im Jahre 1921 wurde der Name der Zeitung in Eupener Zeitung geändert. Im Untertitel wurde der alte Name beibehalten. Eine Zeitung mit diesem Titel war bereits von 1869 bis 1916 in Eupen erschienen. Der Sitz der Zeitung war im Jahre 1937 in der Eupener Klosterstraße. Die Anzahl der gedruckten Exemplare betrug im Jahre 1937 rund 4500 Stück. Gustav Tilgenkamp hatte sowohl den Posten eines Direktors als auch des sogenannten Hauptschriftleiters inne. Als Schriftleiter war Wilhelm Berg angestellt. Ab dem 3. Februar 1937 bis zum August 1944 erschien in der Zeitung eine Beilage mit dem Titel Eupener Land. Blätter für Volkstum und Heimat.
Bis zum Beginn des Zweiten Weltkriegs waren im städtischen Museum Eupen die Jahrgänge der Zeitung deponiert. Seit Sommer 2019 sind die wichtigsten deutschsprachigen Zeitungen von 1827 bis 1944, mit Ausnahme des Grenz-Echo online abrufbar. Nach der deutschen Besetzung Belgiens im Mai 1940 wurde die Zeitung vom NS-Regime gleichgeschaltet und die Zeitung wurde in ein Außenorgan des Westdeutschen Beobachters umgewandelt.